# Noor da Jordânia
Noor da Jordânia (em árabe: نور الحسين‎‎; nascida Lisa Najeeb Halaby; Washington, D.C., 23 de agosto de 1951) é uma filantropa e ativista jordaniana nascida nos Estados Unidos, quarta esposa e viúva do rei Hussein da Jordânia. Ela foi rainha da Jordânia desde o casamento em 15 de junho de 1978 até a morte de Hussein em 7 de fevereiro de 1999.
Ela é o membro mais antigo do Conselho de Comissários da Comissão Internacional sobre Pessoas Desaparecidas. Desde 2011, ela é presidente do movimento United World Colleges e defensora da campanha de proliferação de armas antinucleares Global Zero. Em 2015, a rainha Noor recebeu o prêmio Woodrow Wilson da Universidade de Princeton por seu serviço público.

## Família
Rainha Noor nasceu Lisa Najeeb Halaby em Washington, D.C.. Ela é filha de Najeeb Halaby (nascido em 1915) e Doris Carlquist (nascida em 1918) de ascendência sueca. Seu pai era um aviador, executivo da linha aérea, e funcionário do governo. Ele serviu como vice-secretário assistente de Defesa na administração Truman, antes de ser nomeado por John F. Kennedy para chefiar a Administração Federal de Aviação. Najeeb Halaby também teve uma carreira no setor privado, servindo como CEO da Pan American World Airways, de 1969 a 1972. Os Halabys tiveram três filhos: Lisa, que se tornaria mais tarde rainha da Jordânia, após o casamento com o rei Hussein; Christian, e uma filha mais nova, Alexa. Eles se divorciaram em 1977. Doris C. Halaby morreu no dia 25 de dezembro de 2015 aos 97 anos de idade.
O avô paterno de Noor, Najeeb Elias Halaby, um imigrante sírio, foi um corretor de petróleo, de acordo com registros do Censo de 1920. O comerciante Stanley Marcus, no entanto, recordar-se que, em meados da década de 1920, Halaby abriu Halaby Galleries, uma boutique de tapetes e loja de interior e decoração, na Neiman Marcus em Dallas, Texas, para onde foi com sua esposa, Laura Wilkins (1889-1987, mais tarde, a Sra Urban B. Koen). Najeeb Halaby morreu pouco depois, e sua propriedade foi incapaz de continuar a nova empresa.
Segundo a pesquisa feita em 2010 para uma série da PBS, de acordo com o professor Henry Louis Gates, Jr., da Universidade de Harvard, seu bisavô, Elias Halaby, veio para Nova York por volta de 1891, um dos primeiros imigrantes sírios nos Estados Unidos. Ele tinha sido um tesoureiro Christian e provincial (magistrado) no Império Otamano. Ele deixou a Síria com seus dois filhos mais velhos. Sua esposa Almas e o resto das crianças se juntaram a ele nos Estados Unidos em 1894. Ele morreu três anos mais tarde, deixando seus filhos adolescentes, Habib e Najeeb (seu avô paterno), para executar o seu negócio de importação. Najeeb se mudou para Dallas por volta de 1910 e ficou totalmente assimilado pela sociedade americana.

## Educação
Lisa Halaby frequentou a National Cathedral School da quarta para a oitava série. Ela também frequentou brevemente a The Chapin School, em Nova York, e em seguida, passou a se formar na Concord Academy, em Massachusetts. Ela entrou na Universidade de Princeton com a sua primeira turma de calouros mista, e recebeu um bacharelado em arquitetura e urbanismo em 1973. Em Princeton ela também era um membro da primeira equipe de hóquei em gelo das mulheres da escola.

## Carreira
Depois de se formar em Princeton, Lisa mudou para a Austrália, onde ela trabalhou para uma empresa especializada em planejamento de novas cidades. Ela tornou-se cada vez mais interessada pelo Oriente Médio e imediatamente aceitou uma oferta de emprego de uma empresa de arquitetura britânica que tinha sido contratada para redesenhar Teerã, no Irã. Em 1976 ela se mudou de volta para os Estados Unidos. Ela pensou em ganhar um mestrado em jornalismo e iniciar uma carreira na produção de televisão. No entanto, ela aceitou uma oferta de emprego de Diretora de Gestão da Arab Air Services, que foi fundada por seu pai, encomendado pelo governo jordaniano para redesenhar suas companhias aéreas. Ela tornou-se Diretora de Instalações, Planejamento e Desenho da companhia que ele fundou.
Em 1977, enquanto trabalhava para a Royal Jordanian Airlines, ela participou de vários eventos sociais de alto perfil como Diretora de Instalações, Planejamento e Desenho. Foi neste lugar onde ela conheceu Hussein da Jordânia pela primeira vez sobre o desenvolvimento do Aeroporto Internacional Rainha Alia. O aeroporto foi nomeado a partir da rainha Alia, a terceira esposa de Hussein, que morreu em um acidente de helicóptero no mesmo ano. Lisa e o rei se tornaram amigos, enquanto ele ainda estava de luto pela morte de sua esposa. A amizade evoluiu e o casal ficou noivo em 1978.

## Casamento e filhos
Lisa Halaby e o rei Hussein casaram-se em 15 de junho de 1978, em Amã, tornando-se sua quarta esposa e Rainha da Jordânia.
Após seu casamento, ela converteu-se a religião islâmica sunita do marido e o nome real de Noor Al-Hussein. O casamento foi uma cerimônia muçulmana tradicional. Embora inicialmente considerado como um estranho para o país e seu povo, ela logo ganhou poder e influência, usando seu papel como consorte do rei Hussein e sua educação no planejamento urbano para o trabalho de caridade e melhoria para a economia do país.
Noor assumiu a gestão da casa real e três enteados, Princesa Haya Bint Al Hussein, o príncipe Ali bin Al-Hussein e Abir Muhaisen (crianças de seu marido com a Rainha Alia). Noor e Hussein tiveram quatro filhos:
- Príncipe Hamzah (nascido em 29 de março de 1980), o príncipe-herdeiro de 1999-2004;
  - Princesa Haya (n. 2007);
  - Princesa Zein (n. 2012);
  - Princesa Noor (n. 2014);

- Príncipe Hashim (nascido em 10 de junho de 1981);
  - Princesa Haalah  (n. 2007);
  - Princesa Rayet Al Noor. (n. 2008);
  - Princesa Fatima Al-Alia (n. 2011);
  - Princípe Hussein Haidara (n. 2015);

- Princesa Iman (nascida em 24 de abril de 1983);
  - Ormar Mirza;

- Princesa Raiyah (nascida em fevereiro de 1986).

Nos bastidores, o envolvimento de Noor na política foi por vezes criticada por fundamentalistas. Em 1984, ela apoiou o marido quando ele criticou os americanos por seu compromisso unilateral de Israel, enquanto os americanos a criticaram por aliar-se com os jordanianos.

## Áreas de trabalho

### Agenda doméstica
Noor fundou a Fundação Rei Hussein (KHF) em 1979. Ela inclui a Fundação Noor Al-Hussein e 8 instituições de desenvolvimento especializadas: o Instituto Jubilee, o Centro de Informação e Pesquisa, Conservatório Nacional de Música, do Centro Nacional de Cultura e Artes e do Instituto de Saúde da Família, o Programa de Desenvolvimento comunitário, Tamweel Com do Jordão micro Credit Company e a companhia de finanças micro islâmica, Ethmar. Ela é a Presidente Honorária da Orquestra. Além disso, Noor lançou uma iniciativa da juventude, o Congresso Internacional da Juventude árabe, em 1980.

### Agenda internacional
A rainha é um membro do conselho da Refugees International e tem vindo a defender para a proteção de civis em conflitos e pessoas deslocadas em todo o mundo. Ela é franca para os iraquianos deslocados no Iraque, Jordânia, Síria e outros países após a invasão do Iraque em 2003 e para os milhões de sírios deslocados desde o início da Guerra Civil Síria 2011.
Ela também é membro da Comissão Internacional de Pessoas Desaparecidas e uma conselheira da conferência anual Thomson Reuters Foundation com o objetivo de colocar o Estado dos direitos das mulheres.
Noor tem sido uma conselheira e defensora global para a Campanha Internacional para a Proibição das Minas Terrestres desde 1998. Ela também é líder fundadora da Global Zero, um movimento internacional que trabalha para a eliminação mundial de armas nucleares.

## Rainha-viúva
Após uma longa batalha contra o câncer linfático, o rei Hussein morreu em 7 de Fevereiro de 1999. Após sua morte, seu primeiro filho, Abdullah tornou-se rei e Hamzah tornou-se príncipe herdeiro. Inesperadamente, em 2004, o príncipe Hamzah foi destituído de seu status como herdeiro presuntivo. Em 2 de Julho de 2009, Abdullah nomeou seu filho mais velho como herdeiro do trono, terminando assim a especulação nos últimos cinco anos sobre o seu sucessor.
Ela é a rainha-viúva da Jordânia, madrasta do rei Abdullah II e, portanto, não pode ser classificada como "rainha-mãe"; nesse sentido, ela é conhecida como "Sua Majestade Rainha Noor da Jordânia", enquanto a esposa do Rei Abdullah, a rainha Rania, é denominada "Sua Majestade a Rainha da Jordânia" por seu status de consorte. A mãe do atual rei é a Princesa Muna, uma mulher britânica anteriormente conhecida como Antoinette Gardiner Avril.
Noor divide seu tempo entre a Jordânia, Washington, D.C., e no Reino Unido (em Londres e em sua residência de campo, Buckhurst Park, perto de Winkfield, em Berkshire). Ela continua a trabalhar em nome de várias organizações internacionais. Ela fala árabe, inglês e francês. A rainha também gosta de esqui, esqui aquático, tênis, vela, equitação, leitura, jardinagem e fotografia.

## Títulos e estilos
- 23 de agosto de 1951 - 15 de junho de 1978: Senhorita Lisa Najeeb Halaby;
- 15 de junho de 1978 - 7 de fevereiro de 1999: Sua Majestade a Rainha da Jordânia;
- 7 de fevereiro de 1999 - presente: Sua Majestade a Rainha-viúva Noor da Jordânia.

## UWC
A rainha Noor possui cargos importantes em muitas ONGs e instituições beneficentes, incluindo a United World Colleges (UWC), da qual é presidente, sendo seus antecessores no cargo Earl Mountbatten, membro das Nações Unidas e primeiro presidente da instituição, sucedido pelo Príncipe de Gales, Príncipe Charles, que a rainha Noor sucedeu.
Nessa mesma instituição, o presidente do Conselho Internacional foi Nelson Mandela; o ex-presidente da União Soviética, Mikhail Gorbachev é o patrono do comitê russo. A UWC é coordenada por um Secretariado Internacional com sede em Londres.